# Max Bittrof
Max Bittrof (* 27. November 1890 in Frankfurt (Oder); † 15. Mai 1972 in Frankfurt am Main) war ein deutscher Grafikdesigner, Schriftentwerfer und Briefmarkenkünstler.

## Berufsweg
Nach einer Lithografenausbildung absolvierte Bittrof ein Studium an den Kunstgewerbeschulen in Krefeld und Elberfeld. Seit 1919 war er in Frankfurt am Main tätig, wo er als freier Grafiker arbeitete. 1923 war er Mitbegründer des Bundes Deutscher Gebrauchsgraphiker (BDG). Zu seinen Kunden in den 1920er Jahren gehörten die Frankfurter Zigarettenfabrik Nestor Gianaclis, die Automarke Opel und die Telefonbau & Normalzeit, Frankfurt am Main (bis 1968). 1933 entwarf er die Schrift Element für die Bauersche Gießerei (→ Liste von Schriftarten).
1948 entwarf er Geldscheine für die Bank Deutscher Länder (5, 50 und 100 D-Mark). Sein 5-D-Mark-Geldschein löste eine Kontroverse um Moral und Ästhetik aus, da Bittrof als Motiv eine barbusige Europa auf dem Stier gewählt hatte. Die Guillochen-Linien, die der Fälschungssicherheit dienen sollten, bewerteten Kritiker als „Liniengewirr in Picasso-Manier“. Bittrof rechtfertigte sich: „Dieses Gebilde zeigt den Mut, im Zeichen der Stromlinie etwas Neues zu schaffen. Der Notenentwurf entspricht meinem Künstlerstandpunkt, auch wenn ich durch banktechnische Vorschriften beengt war. Es ist jedermanns Recht, vom Künstlerischen her anderer Meinung zu sein.“
1960 gestaltete er für die Deutsche Bundesbank eine Ersatzbanknotenserie, die Bittrof-Serie, nachdem sein Entwurf für die Hauptserie nicht in die engere Wahl gekommen war.
Seit 1948 entwarf Bittrof auch Briefmarken, so etwa die Bautenserie der Bizone und die Heuss-Marken.
Später war er Berater der Firma Telefonbau und Normalzeit. Ab 1957 war er Lehrer für Gebrauchsgrafik an der Kunstschule Westend in Frankfurt.
Typisch für das Werk von Max Bittrof war die Verwendung der Burmester-Kurvenschablone.